# Park Miejski w Siemianowicach Śląskich
Park Miejski w Siemianowicach Śląskich – zabytkowy park typu angielskiego o powierzchni 17,83 ha, położony w Siemianowicach Śląskich, w rejonie ulic Parkowej i F. Chopina.
Został on zagospodarowany jako część kompleksu pałacowo-parkowego, na który składa się m.in. siemianowicki pałac, którego początki sięgają XVII wieku. Park w obecnej formie ukształtował się pod koniec XIX wieku, a w późniejszych czasach, zwłaszcza po II wojnie światowej, przechodził kilka zmian. Obecnie jest miejscem występowania szeregu gatunków roślin (w tym rzadkich, jak np. metasekwoja chińska) i zwierząt (głównie ptaków).

## Historia

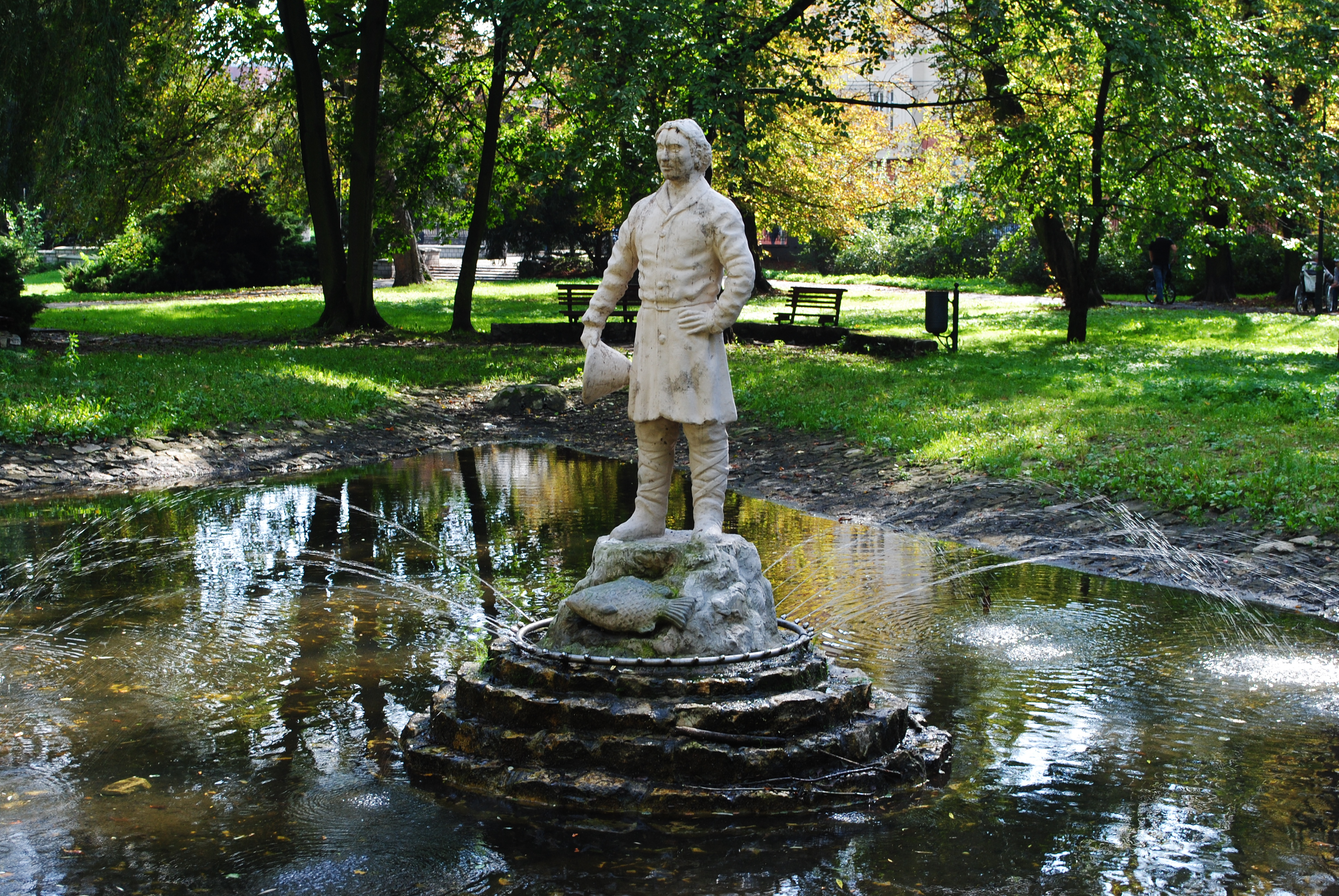
Fontanna z pomnikiem przedstawiającym Siemiona, położona w południowej części Parku Miejskiego

Park stanowi część siemianowickiego zespołu pałacowo-parkowego. Początki zaś pałacu w Siemianowicach Śląskich sięgają XVII wieku, kiedy to był własnością Mieroszewskich. W obecnym kształcie gmach powstał w 1786 roku jako rezydencja siemianowicko-bytomskiej linii Donnersmarcków. Park otaczał pałac od południa i wschodu. Pałac z biegiem czasu został rozbudowany, a także wielokrotnie zmieniał właścicieli, zaś park w obecnym kształcie został ukształtowany w formie ogrodu angielskiego pod koniec XIX wieku.
Zaraz po zakończeniu II wojny światowej, we wschodniej części parku powstał amfiteatr z kinem letnim i kawiarnią, plac zabaw i górka saneczkowa. W latach 50. XX wieku został zasypany kanał łączący dawną sadzawkę z obecnym stawem, zaś na nim postawiono fontannę z pomnikiem Siemiona. W latach 60. XX wieku został rozebrany niski mur z piaskowca, zastąpiony przez nowe ogrodzenie parku. Park Miejski wraz z całym kompleksem został wpisany do rejestru zabytków 19 kwietnia 1982 roku.
W 1990 roku siemianowicki pałac został przejęty przez miasto Siemianowice Śląskie od Kopalni Węgla Kamiennego „Siemianowice”, a w 2004 roku został on sprzedany prywatnemu właścicielowi.

## Charakterystyka

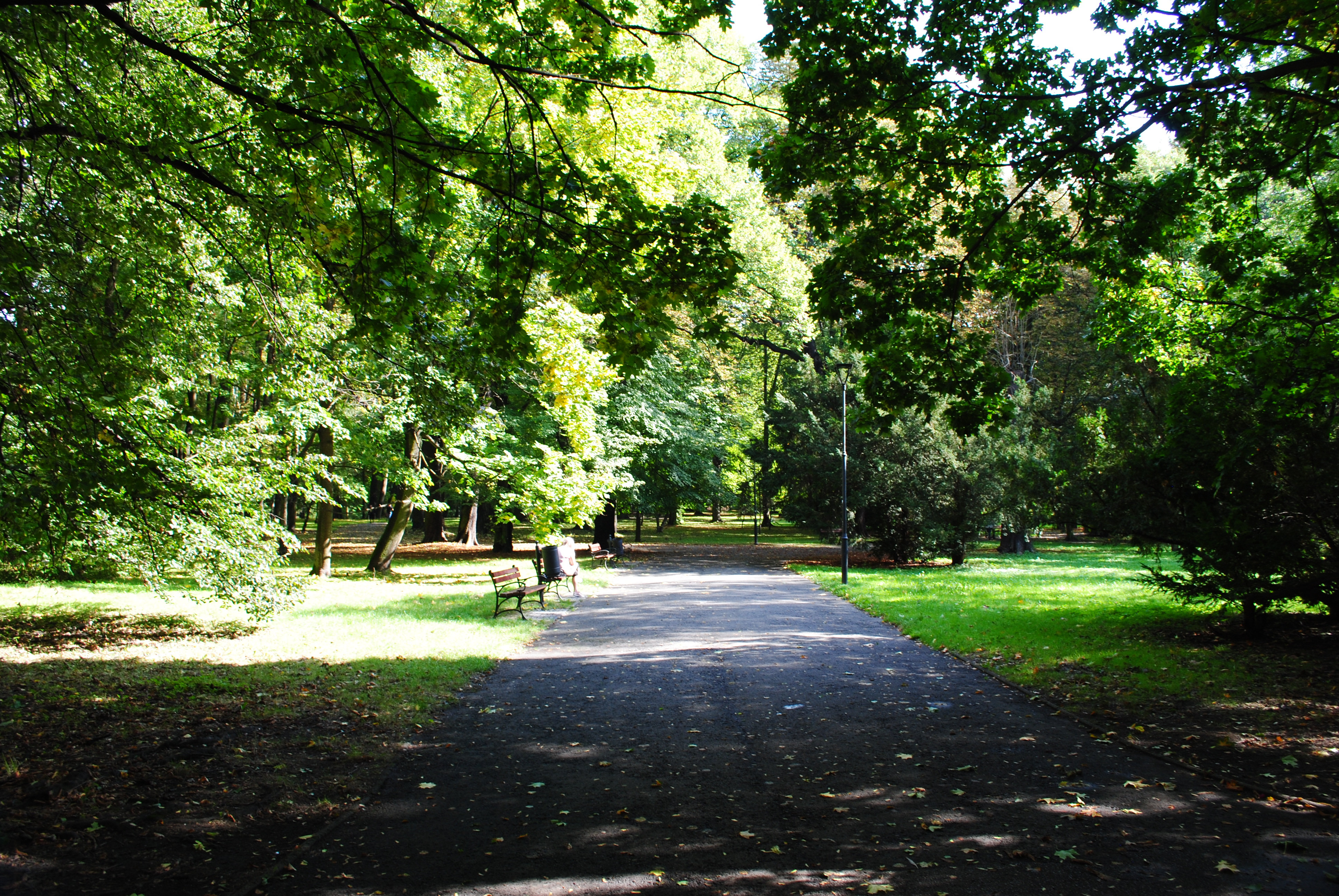
Alejka w Parku Miejskim

Park Miejski o powierzchni 17,83 ha położony jest w Siemianowicach Śląskich, w rejonie ulic Parkowej i F. Chopina. Jest to reprezentacyjny park miasta, ukształtowany w formie ogrodu angielskiego, będący częścią zabytkowego zespołu pałacowo-parkowego. Kompleks ten jest wpisany do rejestru zabytków pod numerem A-1289/82. W północnej części parku znajduje się zabytkowy budynek dawnego spichlerza, będący obecnie siedzibą Muzeum Miejskiego. Funkcjonuje tutaj także amfiteatr, w którym organizowane są przedstawienia dla dzieci, występy różnych zespołów i inne podobnego typu wydarzenia.
Na terenie parku rosną następujące gatunki drzew i krzewów: cis, lipa szerokolistna, lipa drobnolistna, lipa amerykańska, lipa krymska, dąb szypułkowy, dąb czerwony, klon pospolity, klon jawor, klon polny, klon jesionolistny i klon ginnala, parczelina trójlistkowa, złotokap i różanecznik katawbijski. Z rzadkich gatunków roślin: metasekwoja chińska (trzy okazy znajdujące się przy parkowym stawie), korkowiec amurski, magnolia gwiaździsta i glicynia kwiecista.

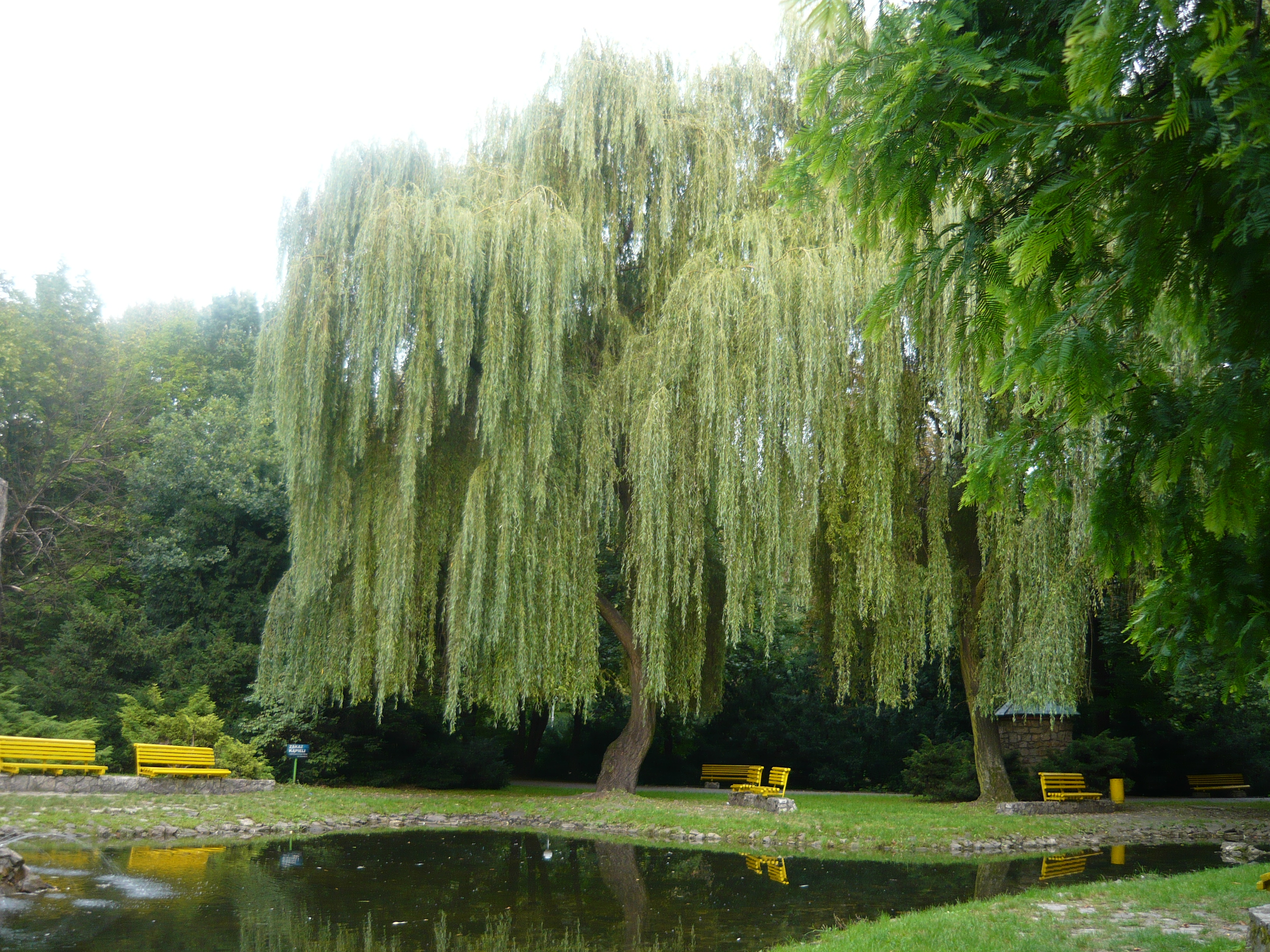
Fragment Parku Miejskiego

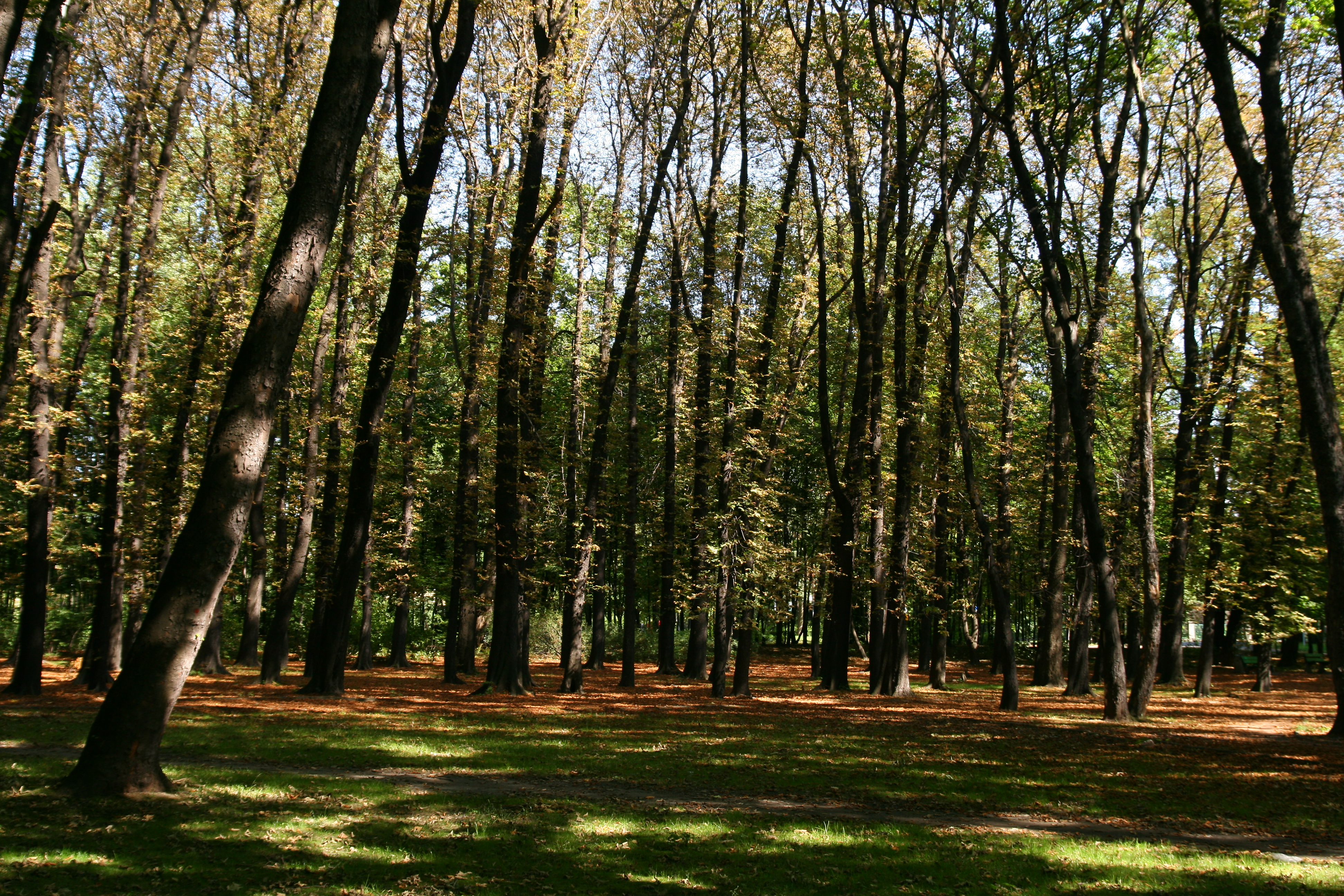
Fragment Parku Miejskiego

W Parku Miejskim znajduje się pięć pomników przyrody, które rosną w centralnej jego części, na wschód od zbiornika wodnego. Są to następujące okazy:
- dąb szypułkowy (obwód: 416 cm; wysokość: 23 m)[13],
- dąb szypułkowy (obwód: 408 cm; wysokość: 27 m)[13],
- dąb szypułkowy (obwód: 336 cm; wysokość: 26 m)[13],
- grab pospolity (obwód: 364 cm; wysokość: 30 m)[13],
- sosna wejmutka (obwód: 262 cm; wysokość: 18 m)[13].

Spośród zwierząt występujących w Parku Miejskim, w porze wiosennej spotyka się tu m.in. następujące gatunki ptaków: bogatka zwyczajna, modraszka zwyczajna, kowalik, kos i sroka zwyczajna, natomiast rzadziej puszczyk i dzięcioł. Zimą Park Miejski jest miejscem przesiadywania gawronów. Spośród innych zwierząt, park był miejscem, gdzie można było spotkać wiewiórki.